# 李恒隆
李恒隆，台灣企業家，曾涉入知名的SOGO經營權爭奪案。李恒隆為太平洋流通事業股份有限公司（太流公司）創辦人之一，曾與遠東集團及潤泰集團等企業爭奪SOGO百貨之經營權。

## 生平
李恒隆原為企業界人士，積極投入百貨零售產業發展。他曾主導投資SOGO百貨母公司——太平洋流通事業公司，並擁有部分股權。然而後來與其他股東發生經營權爭議，進而引發長期訴訟與政治影響。

## SOGO案
2000年代起，李恒隆與王令麟（潤泰集團代表）等人之間圍繞SOGO經營權展開長年訴訟。該案牽涉政商關係，包括涉嫌行賄與不當關說，被媒體廣泛報導。
2020年，李恒隆因涉嫌行賄立法委員，以圖影響SOGO案發展，案件曝光後引發社會譁然。他於調查期間多次出面說明案情，引起廣泛關注。